# Lycium arochae
Lycium arochae ist eine Pflanzenart aus der Gattung der Bocksdorne (Lycium) in der Familie der Nachtschattengewächse (Solanaceae).

## Beschreibung
Lycium arochae ist ein 0,2 bis 1,5 m hoch werdender, verzweigter Strauch, der mit Stacheln besetzt ist. Die Laubblätter sind bereift, leicht sukkulent und unbehaart oder dicht kurz behaart. Die Blätter erreichen eine Länge von 3 bis 35 mm und eine Breite von 1 bis 8 mm.
Die Blüten sind fünfzählig und zwittrig. Der Kelch ist becherförmig und unbehaart. Die Kelchröhre wird 1 bis 1,6 mm lang und ist mit 0,5 bis 0,6 mm langen Kelchzipfeln besetzt. Die Krone ist eiförmig und violett gefärbt. Die Kronlänge wird bis zu 7 mm lang, die Kronlappen bis zu 2 mm. Die Staubfäden sind dort, wo sie mit der Krone verwachsen sind, spärlich behaart, ansonsten unbehaart.
Die Frucht ist eine orange-rote, eiförmige oder elliptische Beere, die 5 bis 8 mm lang wird und eine Vielzahl von Samen enthält.

## Vorkommen
Die Art ist in Nordamerika verbreitet und kommt dort im mexikanischen Bundesstaat Coahuila vor.

## Belege
- J.S. Miller und R.A. Levin: Lycium arochae. In: Project Lycieae